# Juan Barbas
Juan Alberto Barbas (* 23. August 1959 in San Martín) ist ein ehemaliger argentinischer Fußballspieler. Mit der Nationalmannschaft seines Heimatlandes nahm er an der Fußball-Weltmeisterschaft 1982 teil.

## Karriere

### Verein
Juan Barbas, geboren am 23. August 1959 in San Martín, einer Stadt im Großraum Buenos Aires, begann seine fußballerische Laufbahn im Jahre 1977 beim Racing Club aus Avellaneda, einem industriellen Vorort von Argentiniens Hauptstadt Buenos Aires. Für den Racing Club bestritt er in sechs Jahren 132 Spiele in der Primera División, in denen ihm vierzehn Tore gelangen. 1982 wechselte er nach Spanien und schloss sich Real Saragossa an. Die beste Platzierung in der Liga erreichte Barbas mit Saragossa bereits in seiner ersten Saison bei dem Verein, als man Sechster wurde. Insgesamt spielte Juan Barbas 91 Ligaspiele für Real Saragossa und erzielte 19 Tore. 1985 verließ er den Verein und schloss sich dem süditalienischen Verein US Lecce an. In Lecce spielte er bis 1990 fünf Jahre im unteren Tabellenbereich der Serie A bzw. in der Serie B Fußball, ehe er zum FC Sion in die Schweiz wechselte. Dort gewann er seine erste und auch einzige nationale Meisterschaft, als er mit dem FC Sion die Schweizer Fussballmeisterschaft 1990/91 durch einen ersten Platz mit drei Punkten Vorsprung auf die Grasshopper Zürich gewann. Nach Ende der erfolgreichen Saison wechselte er innerhalb der Schweiz zum FC Locarno, der gerade eben in die Nationalliga aufgestiegen war. Es folgte allerdings sofort der Wiederabstieg und Barbas ging zurück nach Argentinien, wo er bei den Vereinen CA Huracán, CA Alvarado und All Boys seine Karriere ausklingen ließ. 1997 beendete Juan Barbas seine fußballerische Laufbahn im Alter von 38 Jahren. Nach einigen Jahren wurde er 2009 als Nachfolger von Ricardo Caruso Lombardi als Trainer des Racing Club präsentiert. Bereits 2010 wurde er aber entlassen und durch Miguel Ángel Russo ersetzt.

### Nationalmannschaft
Juan Barbas wurde zwischen 1979 und 1985 33 Mal in der argentinischen Fußballnationalmannschaft aufgestellt. Er nahm an der Fußball-Weltmeisterschaft 1982 in Spanien teil, bei der die als Titelverteidiger gestarteten Argentinier in der Zwischenrunde scheiterten. Bei der Weltmeisterschaft war Barbas meist Reservespieler, er wurde in nur zwei Spielen seiner Mannschaft eingesetzt. Im Vorrundenspiel gegen Ungarn (4:1) wechselte ihn Nationaltrainer César Luis Menotti in der 51. Spielminute für Alberto Tarantini ein, im Finalrundenspiel gegen Brasilien (1:3) gehörte er der ersten Elf Menottis an. 
Bei der Junioren-Fußballweltmeisterschaft 1979, an der er mit Argentinien teilnahm, gewann die argentinische Mannschaft um spätere Weltklassespieler wie Diego Maradona, Gabriel Calderón und Ramón Díaz im Endspiel vor 52.000 Zuschauern im Olympiastadion Tokio mit 3:1 gegen die Sowjetunion und wurde erstmals Juniorenweltmeister.